# برايدين كلوتير
برايدين كلوتير (بالإنجليزية: Braeden Cloutier)‏ هو لاعب كرة قدم أمريكي في مركز الهجوم، ولد في 3 أكتوبر 1974 في ويتشيتا في الولايات المتحدة. لعب مع تشارلستون بيتري وسان خوسيه إيرثكويكس ونادي غوادالاخارا ونادي هامبورغ ونيو إنغلاند ريفولوشن ونيويورك ريد بولز.

## وصلات خارجية
- برايدين كلوتير على موقع الدوري الأمريكي (الإنجليزية)
- برايدين كلوتير على موقع قاعدة بيانات كرة القدم.إي يو (الإنجليزية)